# Дів'яки-над-Нітрицею
‎
Дів'яки-над-Нітрицею (словац. Diviaky nad Nitricou) — село, громада округу Пр'євідза, Тренчинський край. Кадастрова площа громади — 19.86 км².
Населення 1723 особи (станом на 31 грудня 2020 року).

## Історія
Дів'яки-над-Нітрицею згадуються 1210 року.

## Населення
| Рік:            | 1994. | 2004.   | 2014.   | 2024.   |
| --------------- | ----- | ------- | ------- | ------- |
| Кількість осіб: | 1763  | 1798    | 1761    | 1760    |
| Різниця:        |       | +1,98 % | -2,05 % | -0,05 % |

| Рік:            | 2023. | 2024.   |
| --------------- | ----- | ------- |
| Кількість осіб: | 1771  | 1760    |
| Різниця:        |       | -0,62 % |